# Wereldkampioenschappen synchroonzwemmen 1986 – Team vrouwen
Het team vrouwen tijdens de wereldkampioenschappen synchroonzwemmen 1986 vond plaats in Madrid, Spanje.

## Uitslag
De eerste acht teams, hier aangegeven met groen, gingen door naar de finale.
| Rang   | Naam | Land                | Kwalificatie | Kwalificatie | Finale        | Finale        |
| Rang   | Naam | Land                | Punten       | Rang         | Punten        | Rang          |
| ------ | --- | ------------------- | ------------ | ------------ | ------------- | ------------- |
| Goud   | Nathalie Audet Michelle Cameron Sylvie Fréchette Karin Larsen Chantal Laviolette Traci Meades Missy Morlock Carolyn Waldo                                                      | Canada              | 190,6000     | 1            | 191,2000      | 1             |
| Zilver | Kristen Babb-Sprague Lori Hatch Karen Josephson Sarah Josephson Karen Madsen Susan Reed Lisa Riddell Mary Visniski                                                             | Verenigde Staten    | 190,0210     | 2            | 190,8210      | 2             |
| Brons  | Hisako Aoishi Emiko Goto Emiko Hirada Megumi Itō Mikako Kotani Xurika Ohgane Aki Takayama Miyako Tanaka                                                                        | Japan               | 184,1630     | 3            | 185,7630      | 3             |
| 4      | Marianne Aeschbacher Berangere Capdevielle Anne Capperon Catherine Hameon Muriel Hermine Annie Lignot Anne-Caroline Mathieu Sylvie Moisson-Neuville Odile Petit Karine Schuler | Frankrijk           | 174,8210     | 4            | 176,6210      | 4             |
| 5      | Vera Artemova Olga Belaya Yelena Dashina Elana Dolzhenko Yekaterina Lavrik Tatiana Titova Nariia Tscherniava Alfiya Zhanaletdinova Irina Zhukova                               | Sovjet-Unie         | 173,6420     | 5            | 176,4420      | 5             |
| 6      | Miranda Boerboom Angelique Friebel Marion Jansen Joanni Janssens Marjolijn Philipsen Barbara Smit Mariella van der Heijde Manoiem van Kolck Anita van Paassen                  | Nederland           | 171,5580     | 6            | 172,7580      | 6             |
| 7      | Edith Boss Monica Eggs Sarah Gieger Adriana Giovanoli Daniela Giovanoli Daniela Jordi Christin Jorg-Lippuner Claudia Muralt Claudia Peczinka Karin Singer                      | Zwitserland         | 170,9750     | 7            | 171,1750      | 7             |
| 8      | Lourdes Candini Susana Candini Sonia Cardenas Gabriella Carrasquedo Katia Carrosilva Veronica Rodriguez Marta Tavera Liliana Terrijos                                          | Mexico              | 169,1170     | 8            | 169,9170      | 8             |
| 9      | Nikki Batchelor Georgina Coombs Alexandra Dodd Judy Garrett Sue Gelding Lisa Raynsford Joanne Seeburg Nicola Shearn                                                            | Verenigd Koninkrijk | 168,5790     | 9            | Uitgeschakeld | Uitgeschakeld |
| 10     | C. Jin Y. Li J. Liu Yang Long Xi Luo Min Tan J. Wang Ying Zhang | China               | 164,9000     | 10           | Uitgeschakeld | Uitgeschakeld |
| 11     | Giovanna Burlando Paola Celli Patrizia Concordia Laura Luca Barbara Mercurio Mara Pastore Paola Richard Alessandra Ripetti Claudia Vidali                                      | Italië              | 160,7960     | 11           | Uitgeschakeld | Uitgeschakeld |
| 12     | Cristiana Albuquerque Paula Carvalho P. Correa Monica Fortuna-Pontes K. Heredia Erika McDavid Eva Riera Isabela Rosado Claucia Soutinho Ana Urtioga                            | Brazilië            | 159,7860     | 12           | Uitgeschakeld | Uitgeschakeld |
| 13     | Marta Amoros-Romagosa Nuria Ayala-Mitjavila Maria Sol-Bernal Maria Jose-Cerdo Esther Jauma-Cayuela Eva Lopez-Morales Margarita Puig Desire Sandocia Anna Tarres                | Spanje              | 159,6790     | 13           | Uitgeschakeld | Uitgeschakeld |
| 14     | Monica Adames Monica P. Berrio N. Duque N. Gomez Janeth Hatiuzka Maria Martinez Maria C. Salazar Iliana Valdes C.Velasco                                                       | Colombia            | 159,6190     | 14           | Uitgeschakeld | Uitgeschakeld |
| 15     | Tracy Dunlap Dianne Dunstall Margaret Hall Josie Hopkins Christine Milne Donna Rankin Lisa Stabback-Lieschke Lisa Steanes-Christophe Alison Willsher                           | Australië           | 153,7520     | 15           | Uitgeschakeld | Uitgeschakeld |